# Premio Internacional de Manga
El Premio Internacional de Manga (国際漫画賞 Kokusai Manga-shō?) es un concurso creado en 2007 por el Gobierno de Japón con el fin de premiar a los mangakas no japoneses. Fue anunciado por el entonces Ministro de Relaciones Exteriores Tarō Asō en un discurso político en Akihabara en 2006.

## Historia
En la primera edición, que se realizó en mayo de 2007, se recibieron 146 trabajos de 26 países y regiones del mundo. Solamente 19 trabajos de doce países fueron elegidos en la ronda final. Los cuatro ganadores (un premio de oro y tres de plata) fueron invitados a Japón por The Japan Foundation en una visita de diez días que incluía la ceremonia de premiación el 2 de julio en Iikura House, reuniones con mangakas japoneses y visitas a organizaciones relacionadas con el arte.
En la segunda edición que se realizó en 2008, se recibieron 368 trabajos de 46 países y regiones del mundo; siendo su mayoría de Asia, Europa y Estados Unidos. Solamente 12 trabajos fueron elegidos en la ronda final. La ceremonia de premiación fue realizado el 2 de septiembre y los ganadores también tuvieron la oportunidad de viajar a Japón para conocer a mangakas japoneses y para participar en la Cumbre Internacional de Manga en Kioto.
Se ha planeado una tercera edición en 2009, y por el momento se han recibido trabajos desde el 5 de diciembre de 2008 hasta el 31 de enero de 2009.

## Ganadores

### Primera edición (2007)
- Premio de oro: Sun Zi's Tactics por Lee Chi Ching (China)
- Premios de plata: 
  - 1520 por KAI (Hong Kong)
  - Le Gardenie por Benny Wong Thong Hou (Malasia)
  - Hollow Fields por Madeleine Rosca (Australia)

### Segunda edición (2008)
- Premio de oro: Feel 100% por Lau Wan Kit (Hong Kong)
- Premios de plata: 
  - Elapse por Yin Chuan (China)
  - Portrait por Chezhina Svetlana Igorevna (Rusia)
  - Okhéania 1 por Alice Picard (Francia)

### Tercera edición (2009)
- Premio de oro: SUPER DUNKER por Jakraphan Huaypetch (Tailandia)
- Premios de plata:[6]
  - Zaya por Huang Jia Wei (China) y Morvan (Francia)
  - Natty (Bélgica: Melvil-Corveyran-Dargaud Benelux) by Melvil - Corveyran (Francia)
  - Running on empty by Kim Jea-eon (Corea del Sur)

### Cuarta edición (2010)
- Premio de oro: Si Ioin si proche por Zhang Xiaobai (Bélgica)

### Quinta edición (2011)
- Premio de oro: I Kill Giants por Joe Kelly y Ken Niimura (USA y España)

### Sexta edición (2012)
- Premio de oro: Listening to the Bell por Kosin Jeenseekong (Tailandia)

### Séptima edición (2013)
- Premio de oro: Bokbig por Prema Jatukanyaprateep (Tailandia)[7]

### Octava edición (2014)
- Premio de oro: Bumbardai por Nambaral Erdenebayar (Mongolia)[8]

### Novena edición (2015)
- Premio de oro: The Divine por Tomer Hanuka, Asaf Hanuka & Boaz Lavie (Israel)[9]

### Décima edición (2016)
- Premio de oro: The Master of Arms por Jöel Parnotte & Xavier Dorison (Bélgica)[10]

### Undécima edición (2017)
- Premio de oro: Dos Aldos por Pablo Guerra & Herny Díaz (Colombia)[11]

### Duodécima edición (2018)
- Premio de oro: Yang Hao and his four compositions por Tang Xiao (alias Dani) (China)[12]

### Decimotercera edición (2019)
- Premio de oro: Piece of Mind por Guy Lenman y Nimrod Frydman（Israel）[13]